# Dirk Hartog
Dirk Hartog, znany również jako Theodoric Hertoge (ur. w 1580, zm. w 1621) – holenderski kupiec, żeglarz i odkrywca. W latach 1616–1619 dowodził statkiem Eendracht biorącym udział w ekspedycji do Batawii (obecnie Dżakarta w Indonezji), w czasie której dotarł do zachodniego wybrzeża Australii i jako drugi Europejczyk stanął na australijskiej ziemi.

## Młodość
Dirk Hartog przyszedł na świat w rodzinie żeglarza Hartycha Krynena. 20 lutego 1611 poślubił Maynsgen Abels. Małżeństwo to pozostało najprawdopodobniej bezdzietne.
W wieku 30 lat powierzono mu dowództwo pierwszego statku. Przez kilka lat Hartog prowadził lukratywny handel w rejonie Morza Bałtyckiego oraz Morza Śródziemnego. Był szyprem na statku Dolphyn (pol. delfin), którego był właścicielem.

## Wyprawa do Holenderskich Indii Wschodnich (1616-1618)
W 1615 Hartog został zatrudniony przez Holenderską Kompanię Wschodnioindyjską (hol. Vereenigde Oostindische Compagnie (VOC)). W 1616 powierzono mu dowództwo statku Eendracht (pol. jedność) wchodzącego w skład floty płynącej z Holandii do Holenderskich Indii Wschodnich. Hartog wyruszył z Texel 23 stycznia 1616. W ładowniach Eendrachtu spoczywało 10 skrzyń z 80 000 monet 8-realowych (ang. piece-of-eight), wartych 200 000 guldenów. Już na początku wyprawy 21 członków załogi oraz 8 żołnierzy zdezerterowało, przechodząc po lodzie na brzeg.
Statek Hartoga odłączył się w czasie burzy od pozostałych jednostek. Samodzielnie dopłynął do Przylądka Dobrej Nadziei 5 sierpnia 1616, skąd 27 sierpnia 1616 udał się w dalszą drogę do Batawii, wykorzystując silne wiatry zachodnie występujące w pasie wód na półkuli południowej, tzw. Ryczących Czterdziestek. Holenderski nawigator, Hendrik Brouwer uznał ten pas za najszybszą drogę na Jawę. Za jego radą VOC zalecało swoim statkom żeglugę na wschód przez Ocean Indyjski ok. 1000 mil holenderskich (ok. 7400 km), a następnie zwrot na północ w kierunku Cieśniny Sundajskiej. Ponieważ nie można było wtedy dokładnie określić długości geograficznej, często zdarzało się, że statki żeglowały zbyt daleko na wschód, docierając do zachodnich wybrzeży Australii.
25 października 1616, ok. 26°S, Hartog niespodziewanie natknął się na liczne niezamieszkane wyspy. Zszedł na ląd wyspy leżącej w dzisiejszej Zatoce Rekina (ang. Shark Bay) u wybrzeży Zachodniej Australii, która obecnie nazywana jest Dirk Hartog. Hartog był drugim po Willemie Janszoonie Europejczykiem, który wylądował w Australii.

Mapa Zatoki Rekina (ang. Shark Bay) z Wyspą Dirka Hartoga

Żeglarz spędził trzy dni badając wybrzeże i okoliczne wyspy. Region nazwał Eendrachtsland na cześć swojego statku, nazwa ta nie utrzymała się długo. Przed opuszczeniem Eendrachtslandu, umieścił na Wyspie Dirka Hartoga, na obecnym przylądku Cape of Inscription, cynową tabliczkę przybitą do dębowego palika. Na tabliczce wyrył tekst upamiętniający jego wizytę na wyspie.

1616 DEN 25 OCTOBER IS HIER AEN GECOMEN HET SCHIP DEENDRAGHT VAN AMSTERDAM DE OPPERKOPMAN GILLIS MIEBAIS VAN LVIK SCHIPPER DIRCK HATICHS VAN AMSTERDAM DE 27 DITO TE SEIL GEGHM NA BANTVM DE ONDERKOPMAN JAN STINS DE OPPERSTVIERMAN PIETER DOOKES VAN BIL ANNO 1616

{{Cytat}} Gołe linki: "źródło".
co w wolnym tłumaczeniu na jęz. polski brzmi

25 października 1616 r. przybił tu statek Eendracht z Amsterdamu, agent handlowy Gilles Miebais z Liège, szyper Dirch Hatichs z Amsterdamu. 27 [października 1616 r.] statek odpłynął do Bantam. Zastępca agenta handlowego Jan Stins, sternik Pieter Dookes z Bil, w roku 1616.

Hartog kontynuował wyprawę na północ wzdłuż zachodniego wybrzeża Australii, sporządzając mapy tego regionu aż do 22°S. Następnie opuścił wybrzeże i udał się do Batawii, dokąd dotarł w grudniu 1616, ok. 5 miesięcy później niż oczekiwano. Następnie opłynął wiele portów Indii Wschodnich, dostarczając pieniądze dla holenderskich faktorii handlowych. 17 grudnia 1617 wyruszył z ładunkiem benzoesu – żywicy balsamowej używanej w medycynie, jedwabiu oraz innych towarów. Powrócił do Holandii 16 października 1618.

## Tabliczka Hartoga

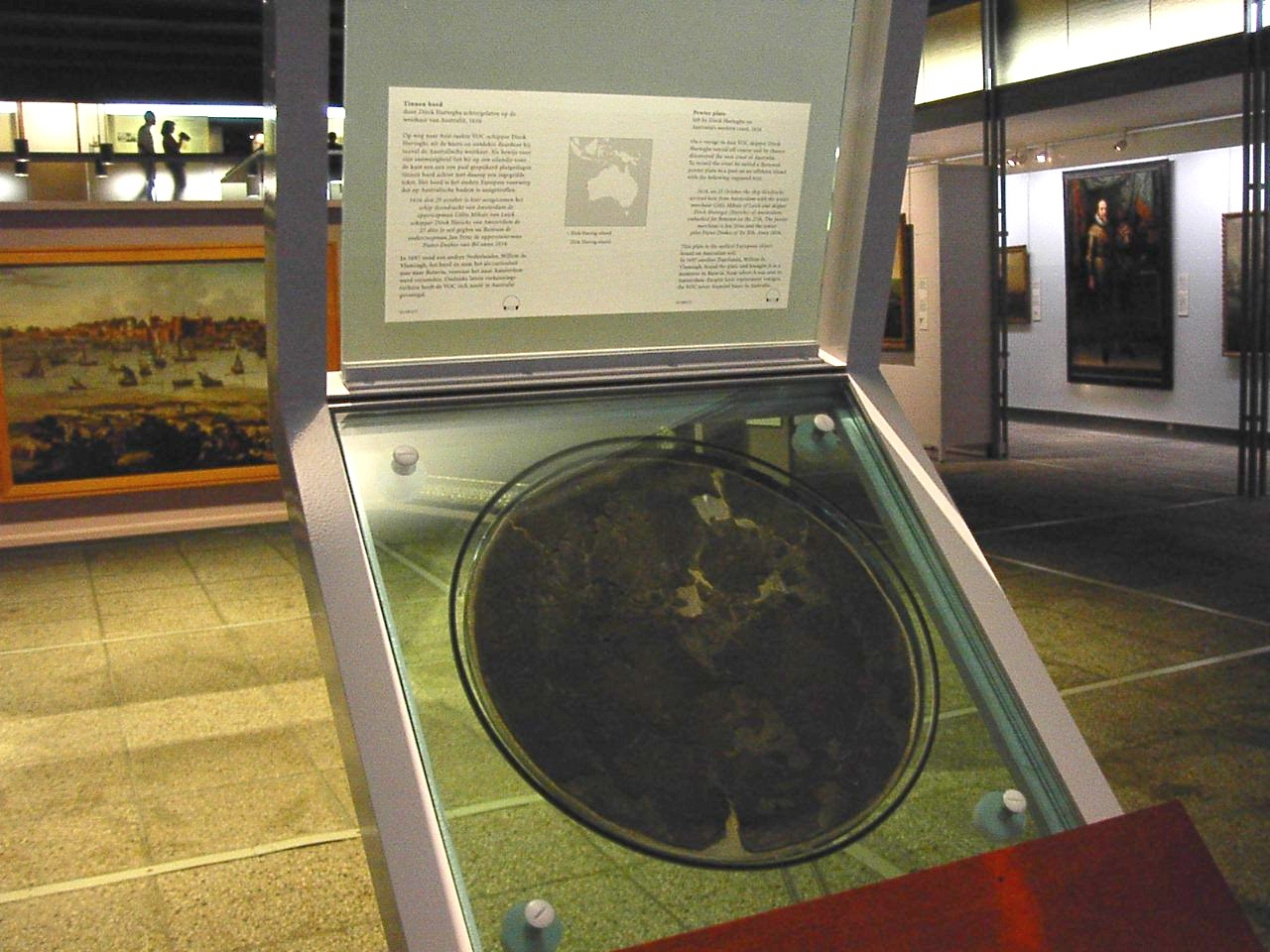
Tabliczka Hartoga w Rijksmuseum

W 1696 flamandzki odkrywca Willem de Vlamingh wylądował na Wyspie Dirka Hartoga i odnalazł tabliczkę. Zamienił ją na nową, umieszczając oryginalny tekst Hartoga oraz dodając swój własny

1697. den 4 den Februarij is hier aengcomen het schip de Geelvinck van Amsterdam, den commandeur schipper William de Vlamingh van Vlielandt: Adsistent Joan van Bremen van Coppenhage; Opperstierman Michiel Blom van Es tight van Bremen.
De Hoecker de Nijptang, schipperr Gerrit Collaert van Amsterdam; Adsistent Theodorus Heermans van do. d'opper-stierman Gerrit Gerritz van Bremen.
't Galjoot t' Weseltje, Gezaghebber Cornelis de Vlamigh van Vlielandt; stierman Coert Gerritsz van Bremen, en van hier Gazeilt met ons vloot den 12 do. voorts het Zuijtlandt to ondersoecken en gedestineert voor Batavia.

co w wolnym tłumaczeniu na jęz. polski brzmi

1697. 4 lutego przybił tu statek Geelvink z Amsterdamu, z dowodzącym statkiem Willemem de Vlamingh z Vlielandt, i jego asystentem Joanem van Bremen z Kopenhagi, sternikiem Michielem Bolm z Ez w diecezji bremeńskiej. 
Statek Nyptang,szyper Gerrit Collaert z Amsterdamu, asystent Theodorus Heermans, sternik Gerrit Geritz z Bremy. 
Galiot Weseltje, głównodowodzący Cornelis De Vlamingh z Vlielandt, sternik Coert Gerritsen z Bremy, i stąd Pożegowali wraz z naszą flotą 12-go [lutego] dalej w kierunku Ziemi Południowej aby nadal odkrywac w drodze powrotnej do portu macierzystego, Batawii.

De Vlamingh zabrał tabliczkę Hartoga do Amsterdamu, gdzie można ją do dziś oglądać w Rijksmuseum.
Tabliczkę de Valmingha odnalazła w 1801 francuska wyprawa naukowa Nicolasa Baudina. Baron Emanuel Hamelin, szyper Naturaliste (jednego z dwóch statków ekspedycji), kazał zamontować tabliczkę na nowym paliku, gdzie pozostała przez kolejne 17 lat. Jednak Louis de Freycinet, młodszy oficer na statku Hamelina uważał, że powinna trafić do francuskiego muzeum. Kiedy sam objął dowództwo statku Uranie, przypłynął w 1818 na wyspę i zabrał cenną pamiątkę do Paryża.  W 1947 rząd francuski oddał tabliczkę Australii i obecnie znajduje się ona w Muzeum Morskim Zachodniej Australii we Fremantle.

## Życie w Holandii
Dirk Hartog opuścił VOC po powrocie do Amsterdamu w 1617 i zajął się handlem w rejonie Morza Bałtyckiego. Zmarł w 1621 w Amsterdamie.